# Maxence Lacroix
Maxence Lacroix (Villeneuve-Saint-Georges, Isla de Francia, 6 de abril de 2000) es un futbolista francés que juega de defensa en el Crystal Palace F. C. de la Premier League de Inglaterra.

## Trayectoria
Lacroix comenzó su carrera deportiva en el F. C. Sochaux en 2018, debutando como profesional el 22 de diciembre, en un partido de la Ligue 2 contra el F. C. Lorient.

### Wolfsburgo
El 25 de agosto de 2020 fichó por el VfL Wolfsburg de la Bundesliga.

### Crystal Palace F. C.
El 30 de agosto de 2024 fichó por el Crystal Palace.

## Selección nacional
Lacroix fue internacional sub-16, sub-17 y sub-18 con la selección de fútbol de Francia.
Con la selección sub-17 disputó la Copa Mundial de Fútbol Sub-17 de 2017 y el Campeonato Europeo Sub-17 de la UEFA 2017.

## Clubes
| Club                      | País       | Año       |
| ------------------------- | ---------- | --------- |
| F. C. Sochaux-Montbéliard | Francia    | 2018-2020 |
| VfL Wolfsburgo            | Alemania   | 2020-2024 |
| Crystal Palace F. C.      | Inglaterra | 2024-     |

## Palmarés

### Títulos nacionales
| Título           | Club                 | País       | Año  |
| ---------------- | -------------------- | ---------- | ---- |
| FA Cup           | Crystal Palace F. C. | Inglaterra | 2025 |
| Community Shield | Crystal Palace F. C. | Inglaterra | 2025 |